# 米洛什·泽曼
米洛什·泽曼（捷克語：Miloš Zeman，捷克語發音：[ˈmɪloʃ ˈzɛman] ⓘ；1944年9月28日—）是一位捷克政治人物和经济学家，曾任捷克总统。2013年1月在捷克首次总统直选中当选，在2018年捷克總統選舉中连任，政治立場上反移民、疑歐派，英國脫歐後他曾表示“捷克也應該舉行一場脫歐公投”。

## 生平
1944年9月28日泽曼生于捷克中部的科林市，毕业于布拉格经济大学。1996年至1998年任捷克众议院议长，1998年至2002年任捷克总理。1993年至2001年担任捷克社会民主党领导人。

## 当选总统
自1992年开始，捷克总统由众、参两院议员投票选出，任期5年，可连任一届。2012年8月，捷克国会修改总统选举法，实行直接选举制，自2013年开始实施。
捷克历史上首次总统直选于2013年1月举行，共有9人角逐参选。在1月11日和12日的首轮选举中，没有任何一名候选人赢得绝对多数选票，因此首轮得票最多的米洛什·泽曼和来自傳統、責任、繁榮黨的卡雷尔·施瓦岑贝格（现任副总理兼外长）进入1月25日和26日举行的第二轮投票中，最终米洛什·泽曼以2,717,405张选票（得票率54.8%）战胜获得2,241,171张选票（得票率45.19%）的卡雷尔·施瓦岑贝格。
泽曼的竞选理念主要包括：呼吁现政府停止实施财政紧缩政策，反对政府的养老金改革和提高税收计划，他认为政府应进行更多的投资以促进经济增长。
BBC分析认为，泽曼赢得经济重创地区的贫穷与年长选民的支持，施瓦岑贝格则获得城市里的精英阶层的选票。
2018年1月，澤曼再度參與總統選舉，以些微之差險勝而連任總統。
2021年5月18日，泽曼为1999年捷克参与北约对南斯拉夫的轰炸向塞尔维亚人民道歉。10月10日，澤曼因身體不適住院治療。
2022年10月19日，澤曼宣布他將於2023年3月第二任期結束時退出政壇。

### 與俄羅斯關係
在英國發生前俄羅斯上校謝爾蓋·斯克里帕爾遭俄羅斯製神經毒劑諾維喬克毒殺後，澤曼在公開發言中為俄羅斯說話，認為英國沒有證據可以證明俄羅斯是毒殺案兇手。

### 與中國關係
泽曼自2013年以來在其总统任內，对中华人民共和国友好。曾赴北京市参加纪念中国人民抗日战争暨世界反法西斯战争胜利70周年大会阅兵，是唯一一位出席阅兵仪式的欧盟成員的国家元首。泽曼于2015年访问北京，宣称中国领导人习近平是他的“最好的朋友”。2016年春，习近平访问捷克期间，泽曼以其他外国元首未曾有过的的高规格迎接习近平，泽曼将他的中欧国家称为“中国投资扩张的永不沉没的航空母舰”。2017年5月，泽曼赴北京出席一带一路国际合作高峰论坛。齊曼被指曾經和中國商人葉簡明的公司華信能源有龐大的利益往來，直到葉氏2018年被捕。 2019年1月，针对捷克国家网络与信息安全局称华为公司对捷克构成安全威胁，泽曼表示，捷克国家网路与訊息安全局针对华为发布的警告没有根据。这一表态被中华人民共和国外交部发言人陆慷「赞赏」。2019年4月，泽曼到北京参加第二届一带一路国际合作高峰论坛以及2019年北京世园会开幕式。2020年9月7日，捷克參議院議長維特齊一行人訪問台灣遭到中國譴責，對此澤曼向媒體表示維特齊訪問台灣是「幼稚的挑釁」。
由於2019冠狀病毒病捷克疫情失控；2021年3月3日，捷克总统新闻发言人伊日·奥夫恰切克表示，泽曼已向中国发出提供COVID-19疫苗的请求。